# Ediki
Ediki est un village du Cameroun situé dans le département de la Meme et la Région du Sud-Ouest. Il fait partie de la commune de Mbonge.

## Population
En 1953 on y a dénombré 332 habitants, puis 394 en 1966, principalement des Ekombe, du groupe Oroko.
Lors du recensement national de 2005, la localité comptait 4 671 habitants.